# Georg Friedrich Dinglinger
Ne pas confondre avec son fils Georg Friedrich Dinglinger (1702-1785).
Georg Friedrich Dinglinger, né le 17 mars 1666 à Biberach an der Riß et mort le 24 décembre 1720 à Dresde, est un peintre et émailleur allemand à la cour de Dresde.

## Biographie
Georg Friedrich Dinglinger naît le 17 mars 1666 à Biberach an der Riß.
Il est le deuxième fils du coutelier Conrad Dinglinger (1634-1683) et de sa femme Anna Margareta Schopper (1640-1709). Il a trois sœurs et deux frères (ordre chronologique) : Anna Barbara (1663-?), Johann Melchior (1664-1731), Anna Maria (1667-?), Georg Christoph (1668-1728) et Anna Catharina (1669-?).
On sait peu de choses sur sa jeunesse. Alors que ses deux frères, Johann Melchior et Georg Christoph, apprennent le métier d'orfèvre, Georg Friedrich se tourne vers la peinture.
Selon Émile Molinier, Georg Friedrich étudie en France mais n'indique pas la période.
En 1693, Dinglinger suit son frère à Dresde, où il trouve un emploi d'émailleur de cour auprès du roi électoral saxon et polonais Auguste II.

### Mariages et enfants
Le 16 mai 1695, Georg Friedrich Dinglinger épouse à Biberach an der Riß la fille du marchand, Katharina Barbara Gutermann (1675-1713). De ce mariage naissent quinze enfants, dont cinq seulement atteignent l'âge adulte, dont Georg Friedrich Dinglinger (1702-1785), le futur architecte et maître d'œuvre.
Après la mort précoce de sa première épouse, Georg Friedrich Dinglinger épouse la cousine (deuxième degré) du poète Christoph Martin Wieland, Marie Felicitas Wieland (née en 1693), dans sa ville natale le 6 juillet 1716. De ce mariage naissent deux fils, dont le plus jeune, Sebastian Heinrich Dinglinger (né en 1720), s'établit comme bijoutier à Londres.

## Œuvres
- Portrait sur émail d'Auguste II
- Portrait sur émail d'Auguste III

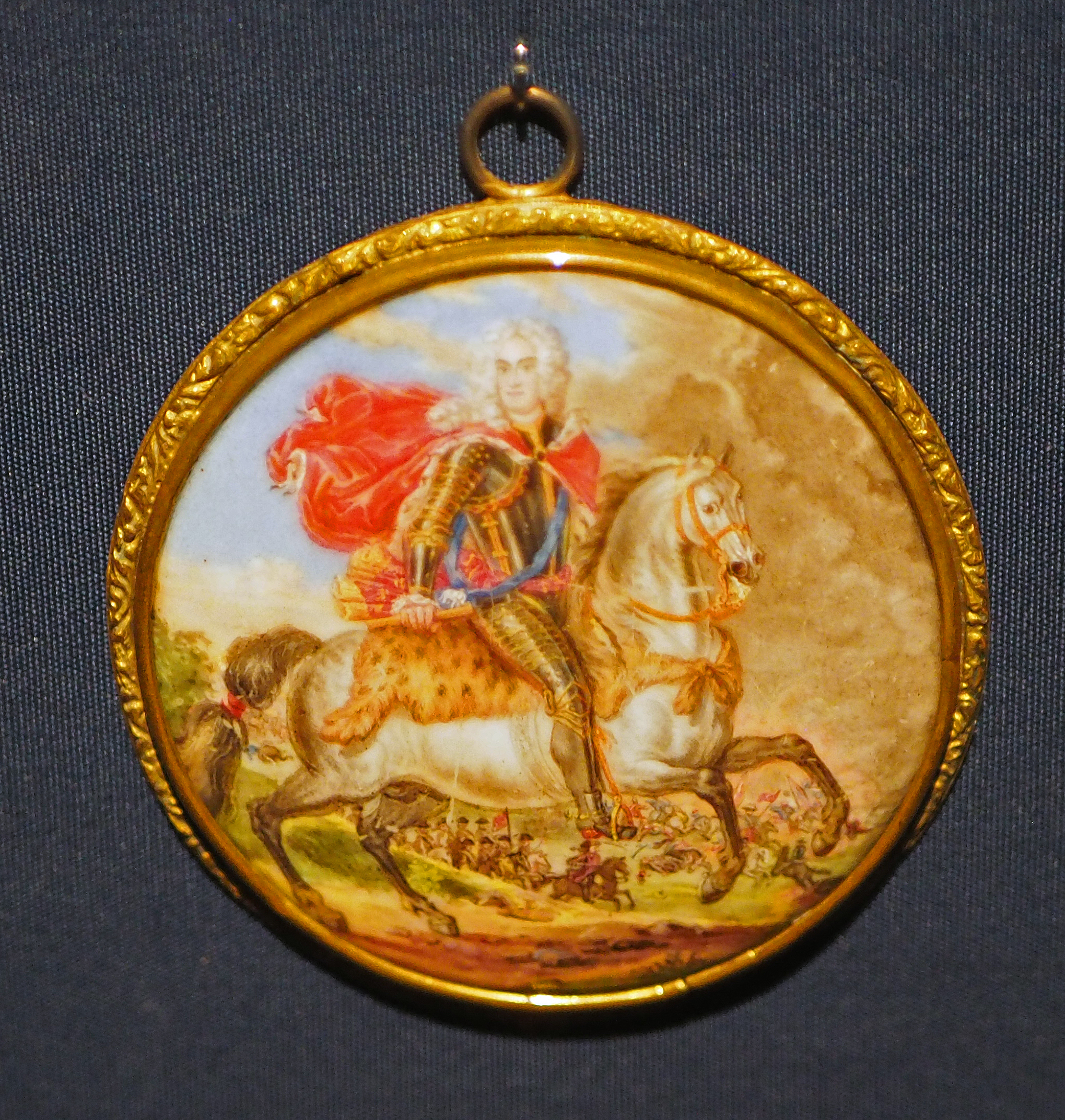
Auguste II,.

- Portrait sur émail de Pierre Ier le Grand
- Portrait sur émail de Alexis Petrovitch de Russie
- Portrait sur émail de Fürsten Adam Lubmirski
- Portrait sur émail de l'ambassadeur impérial, le comte von Stradtmann

Il fait de nombreux portraits sur émail à la cour de Saxe, mais il peint aussi des émaux sur cuivre : un émail représentant la Madeleine d'après le tableau peint en 1710 par un peintre hongrois Adam Maniocky, se trouve au musée de la Grüne Gewœlbe, à Dresde. C'est un des plus grands émaux connus, mais c'est un ouvrage fort médiocre. (Signatures : G. F. Dinglinger ; G. F. Dinglinger fec. 1696).
Outre les portraits de personnes, Dinglinger créé des objets religieux et mythologiques, des représentations de genre et des scènes d'animaux dans la peinture sur émail. On peut voir ses œuvres aujourd'hui dans le Grünes Gewölbe. 